# Little Miss Cornshucks
Little Miss Cornshucks oder auch Lil’ Miss Cornshucks war der Künstlername von Mildred Jorman (geborene Cummings; * 26. Mai 1923 in Dayton, Ohio; † 11. November 1999 in Indianapolis, Indiana). Sie war eine US-amerikanische Rhythm-and-Blues- und Jazzsängerin und Songwriterin, die für ihre extravagante Bühnenshow als Mädchen vom Lande in den 1940er und frühen 1950er Jahren bekannt war und mit ihrem Gesangsstil zum Vorbild für R&B- und Soulsänger wie LaVern Baker, Ruth Brown oder Aretha Franklin wurde. Ihr Künstlername heißt übersetzt Kleines Fräulein Maisstroh.

## Leben und Wirken

### Die 1940er Jahre
Mildred Cummings war das jüngste Kind einer großen musikalischen Familie afroamerikanischer Herkunft; sie sang schon früh mit ihren Schwestern, die als die Cummings Sisters in Dayton und Umgebung Spirituals singend auftraten. Bereits in den 1930er Jahren trat sie als Jugendliche in Amateurshows oder vor der Familie als Solistin auf. Dabei bevorzugte sie Balladen und entwickelte eine Bühnengarderobe, die bei vielen vom Lande stammenden Südstaatlern, die in die Städte im Norden gezogen waren, als Country Style ankam.
Eine Künstleragentin, die für Gospel-Künstler im Raum Dayton arbeitete, verschaffte Cummings 1940 ihren ersten Soloauftritt in Chicago. In dieser Zeit heiratete Cummings den sechs Monate älteren Cornelius Jorman, mit dem sie dann gemeinsam drei Kinder hatte. Ihr Mann, der als ihr Manager tätig war, begleitete sie stets bei ihren Auftritten. In Chicago machte sie bald mit ihrer außergewöhnlichen Bühnenshow auf sich aufmerksam, barfuß, versehen mit Strohhut, Zöpfen, hinterwäldlerischer Kleidung und Bastkorb. Ihre Auftritte wurden bald auch in Los Angeles und New York gefeiert.
Ihr Bühnenprogramm bestand neben neueren Blues-Nummern aus alten Torch Songs wie Time After Time oder Why Was I Born?, den Kern und Hammerstein 1929 geschrieben hatten. Judy Garland, die häufig ihre Konzerte besuchte, übernahm später Elemente dieser Bühnenpräsenz, so für ihr Konzert im New Yorker Palace Theater 1951. Sie wiederholte es 1954 in dem Spielfilm A Star Is Born, der sie in einem – Cornshucks nachempfundenen – Landmädchen-Outfit mit schwarzen Kindern tanzend zeigt.

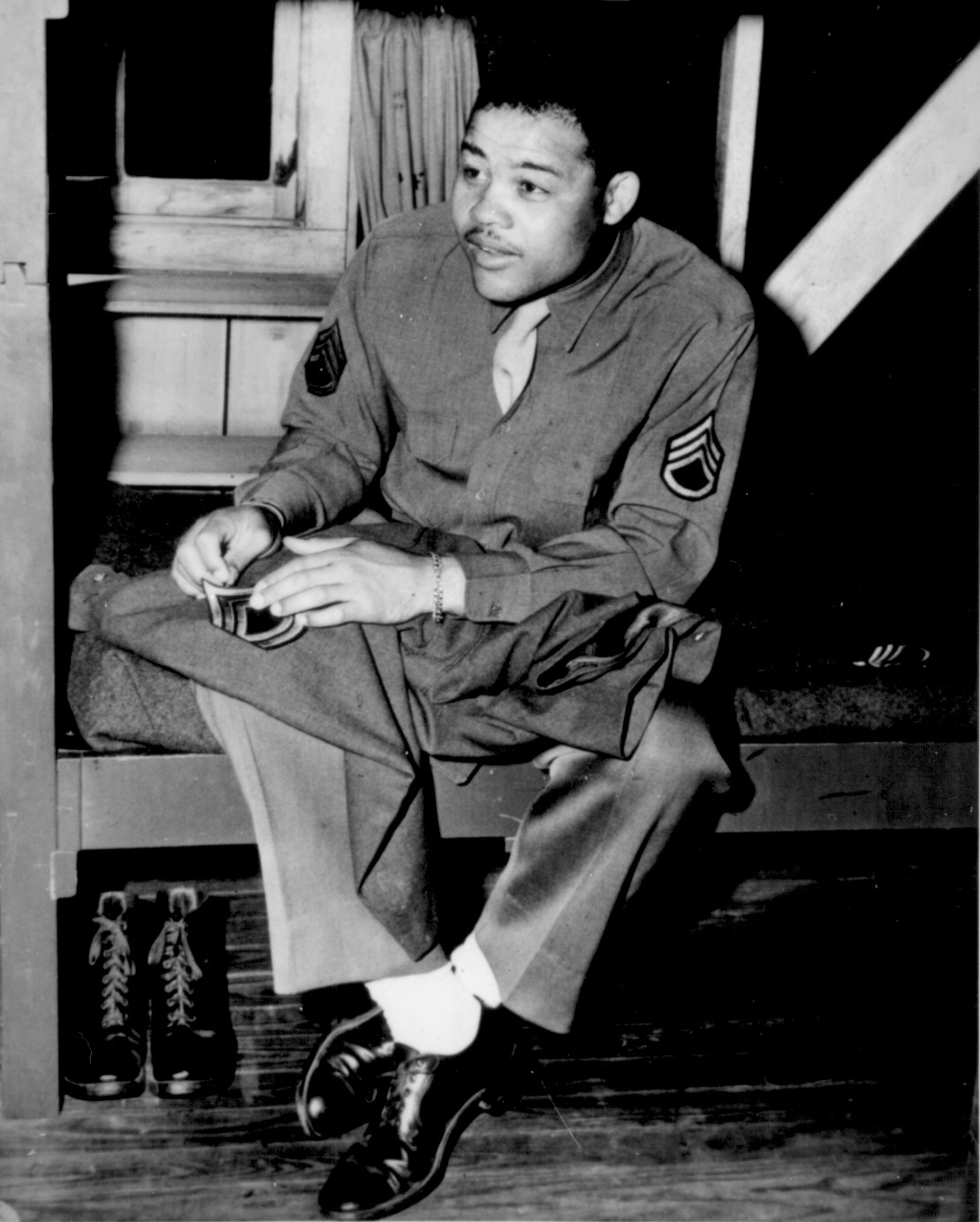
Joe Louis

Bereits 1942 wurde Little Miss Cornshucks in Chicago ein Star; sie feierte Erfolge im Rhumboogie Club, der dem Boxer Joe Louis gehörte und in dem der Bandleader und Arrangeur Marl Young arbeitete. Als Marl Young in den damals berühmten Club DeLisa wechselte, um dort mit dem Fletcher Henderson Orchestra zu arbeiten, nahm er Cornshucks mit und verschaffte ihr ein mehrere Jahre währendes Engagement.
Das DeLisa genoss zu dieser Zeit einen Ruf wie der New Yorker Cotton Club, mit dem Unterschied eines rassisch eher gemischten Publikums; Künstler wie Gene Autry und Louis Armstrong waren dort Gäste. Im Jahr 1945 veranstaltete der Club themenbezogene Revuen, in der auch Tänzer wie die Step Brothers auftraten oder Cozy Cole, Komiker wie George Kirby und bekannte Swing-Orchester. Cornshucks wurde regelmäßig vom Fletcher Henderson Orchestra begleitet; darin spielte auch der Keyboarder Sonny Blount, der die extravagante Show um Cornshucks’ Bühnenrolle genau beobachtete. Später produzierte er selbst moderne Jazz-Revuen und übernahm für sich die Bühnenrolle Sun Ra.

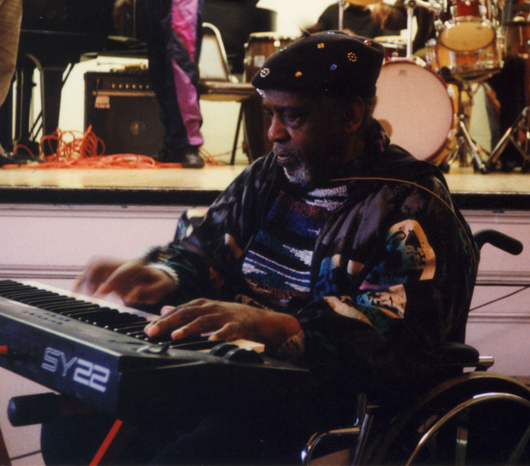
Sun Ra im Februar 1992

Miss Cornshucks bot meist die vom Publikum gewünschten rhythmischen Nummern im Stil des rauen Jump Blues dar; der Clubbesitzer Mike DeLisa wollte aber, dass sie auch Blues-Songs sänge, darunter die langsame Ballade So Long. Diese wurde ein großer Erfolg für sie und avancierte bald zu ihrer Erkennungsmelodie. So Long war zuvor das Schlussthema in Russ Morgans Radioshow; schon 1940 war das Lied ein Hit der im Stil der Ink Spots singenden Vokalgruppe Charioteers aus Dayton gewesen, die 1943 bei Bing Crosbys Radioshow mitwirkte. Cornshucks übernahm ihren Song und überarbeitete ihn für sich.
Der spätere Besitzer von Atlantic Records, Ahmet Ertegün, schrieb in seinen Erinnerungen:
„1943 war ich ungefähr 19 Jahre alt; ich ging zu einem Nachtclub in nordöstlichen Schwarzen-Bezirk von Washington, D.C. und hörte da eine Sängerin names Little Miss Cornshucks und dachte: ‚Oh Gott!‘ Sie war besser als alles, was ich bislang gehört hatte. Sie kam wie ein Landmädchen daher, mit einem Kopftuch versehen und einem Korb in der Hand und so weiter; aber sie konnte den Blues besser singen, als jeder, den ich bis heute gehört habe. In dieser Nacht fragte ich sie, ob ich eine Schallplatte mit ihr aufnehmen dürfe. Wir spielten dann Kansas City ein und einige andre Blues-Nummern sowie den Song So Long. Sie hatte einen so wunderbaren Klang und ich erinnere mich, wie ich immer nur dachte: ‚Oh Mein Gott, und ich habe keine Plattenfirma; ich kann die Platte nur für mich selbst machen‘.“
Cornshucks nahm bereits 1943 während einer Tournee in Washington D.C. mit Ahmet Ertegün Lieder privat auf, bevor dieser sein eigenes Label hatte. Ihre ersten offiziellen Aufnahmen spielte sie 1947 für das kurzlebige Label Sunbeam ein, darunter auch ihre Erkennungsmelodie So Long, die ein regionaler Hit wurde.
Bei den So-Long-Sessions entstand auch der zusammen mit Marl Young komponierte Song I Don’t Love You Anymore, eins der bemerkenswertesten der sechs Stücke der Sunbeam-Session. Der Song war eine swingende Upbeat-Bluesnummer. Im Songtext „verspottet sie den sie missbrauchenden Mann, der sie auf die Straße geworfen hat und sie nun von Tür zu Tür ziehen lässt; und Cornshucks wendet das Lied, in einen Moment der Selbstfindung neu entdeckter Freiheit, in einen Triumph weiblicher Unabhängigkeit“.
Aus gesundheitlichen Gründen musste Miss Cornshucks ihre Karriere häufiger unterbrechen und kehrte dann nach Ohio zurück. Es kam schließlich zur Trennung von ihrem Mann Cornelius, der in Drogengeschäfte verwickelt war; dieser zog danach in seine Heimatstadt Indianapolis. Doch durch die Scheidung verlor Cornshucks in den Folgejahren mehr und mehr die Kontrolle über ihre Psyche und wurde zur Alkoholikerin.

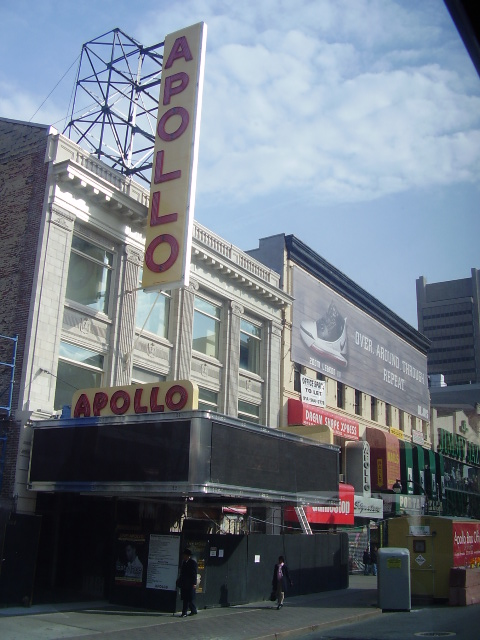
Apollo Theater in Harlem

Nach dem Ende des kurzlebigen Sunbeam-Labels wurde Arthur Bryson, ein Theateragent am Broadway, ihr Manager. Die Sunbeam-Aufnahmen wurden nun auf dem Label Old SwingMaster erfolgreich wiederveröffentlicht. Mitte der 1940er Jahre feierte sie Erfolge in Detroit, wo sie den Jump-Blues-Star Wynonie Harris in der Frolics Bar ablöste; in New York trat sie im Club Baby Grand auf und gastierte in einer Around The World genannten Tour in vielen Theatern: dem Howard in Washington D.C., dem Earle in Philadelphia, dem Regal in Chicago und dem Apollo Theater in New York.
Während einer dieser Tourneen lernte sie in Detroit den Tänzer Henry „Henny“ Ramsey kennen, mit dem sie dann mehrere Jahre auf Gastspielreisen ging, während ihre Kinder bei ihrer Familie in Dayton blieben. Ramsey und Cornshucks lebten eine Zeitlang – ohne verheiratet zu sein – in Los Angeles, wo sie in den Clubs der Central Avenue auftrat, wie im Last Word Room, begleitet von der Joe Lutcher Jump Band und Joe Liggins, sowie im Club Alabam, wo auch T-Bone Walker, Johnny Otis und Wynonie Harris spielten.
Die Sängerin wurde im Club Alabam von den beiden führenden Bands, der von Otis und von Harlan Leonards Kansas City Rockers, begleitet. Cornshucks trat außerdem Anfang 1948 im Million Dollar Theatre in Downtown Los Angeles auf, einem früheren Filmpalast; sie wurde als „the new look in comedy“ und „a rustic comedienne“ angekündigt. Ihr komödiantisches Talent verschaffte ihr im November 1947 auch eine kleine Filmrolle in Campus Sleuth, einem B-Movie der Monogram Pictures, die auch Filme von den Bowery Boys und Charlie Chan produzierten.
Little Miss Cornshucks

In the Rain (1948)

zeitgenössische 78er

der Sängerin

OldSwingMaster Label

Link zum Bild

(Bitte Urheberrechte beachten)
Im Mai 1948 nahm sie weitere Songs für das kleine Label Miltone in Kalifornien unter dem Saxofonisten und Produzenten Maxwell Davis auf, der ein führender Vertreter des Rhythm & Blues der Westküste war und zu dieser Zeit an Aufnahmen von Percy Mayfield, B. B. King und dem frühen Charles Mingus mitwirkte. Er nahm mit Cornshucks neun Songs auf, darunter die Ballade In the Rain, die später von Ruth Brown gecovert wurde, sowie den Jazz-Standard He’s Funny That Way und die Blues-Nummer Cornshucks Blues aus dem Film Campus Sleuth.
Die von Miltone veröffentlichten 78er-Schallplatten wurden als Little Miss Cornshucks with The Blenders herausgebracht. The Blenders war eine Studioband, die auch bei Aufnahmen des Labelbesitzers Roy Milton mitwirkte. Die Ballade Keep Your Hand on Your Heart wurde von dem Pianisten Calvin Jackson arrangiert. Cornshucks kehrte darauf nach Chicago zurück, hatte weitere Engagements in den Clubs der Stadt, bei denen sie auch den alten Harry-Woods-Song Try a Little Tenderness interpretierte. Bei einem weiteren Aufenthalt in Kalifornien entstanden 1949 Aufnahmen für Aladdin als Miss Cornshucks & Her All-Stars, darunter die Songs Waiting in Vain und (Now That I’m Free) You Turned Your Back on Me, erneut mit Maxwell Davis als Produzenten.
In New York hatten Ahmet Ertegün und Herb Abrahamson 1948 ihre Firma Atlantic Records gegründet; Ertegün erinnerte sich noch gut an Cornshucks’ Auftritte, wusste aber für geplante Aufnahmen nicht, wo er die Sängerin finden konnte. Atlantic Records nahm dann Ruth Brown unter Vertrag. Deren erster erfolgreicher Song So Long war 1949 eine Kopie von Cornshucks’ Gesangsstil. Ertegün erinnerte sich:
„Haben Sie mal Ruth Browns Aufnahme von So Long gehört? Nun, das klingt gerade nicht nach Ruth Brown, das klingt nach einer ganz anderen Sängerin. Und das klingt auch nicht so wie irgendeine andere Aufnahme, die sie jemals gemacht hatte. Wir haben sie unter Vertrag genommen, weil sie wie Cornshucks klingen konnte.“
Ruth Brown war da direkter: „Ich habe es von ihr gestohlen! Für mich war es ein großer Hit – und es hätte ihrer sein können.“

### Die 1950er Jahre
Im Sommer 1950 erwähnte sie das Magazin Ebony in einer Titelgeschichte über Jump-Blues-Sänger wie Arthur Crudup, Ivory Joe Hunter, Roy Brown und Amos Milburn. 1950 wurde You Turned Your Back on Me im Mittleren Westen ein regionaler Hit.
Nach Auftritten im Mittleren Westen ging sie mit der Joe Lutcher Jump Band auf Tournee an die Westküste der USA. 1951 entstanden in Los Angeles weitere R&B-Aufnahmen für das Decca-Sublabel Coral, wo zunächst die Single Cause I Lost My Helping Hand / So Long erschien, gefolgt von ihrer Version des Klassikers Try a Little Tenderness, den Bing Crosby, Ruth Etting und andere bereits in den frühen 1930er Jahren gesungen hatten. 1946 hatte zudem Frank Sinatra eine Aufnahme des Liedes auf seinem Album The Voice of Frank Sinatra veröffentlicht, mit dem er Platz 1 in den US-amerikanischen Billboard-Charts erreichte. Sinatras Akzentuierung der Schlusszeilen spiegelt sich dann auch in Miss Cornshucks Aufnahme von 1951 wider, in der sie mit dem klagend-bittenden Ende des Songs „Awww-oh…oh, it’s so easy — try a little…tenderness!“ einen neuen Maßstab für all die berühmten Versionen, die folgen sollten, setzte.

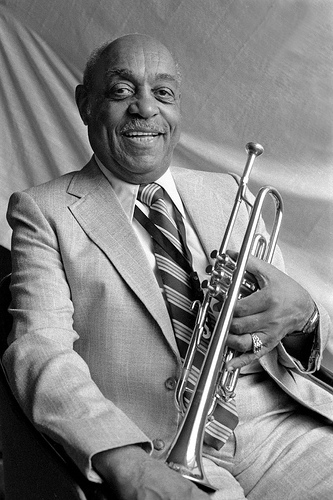
Benny Carter

Bei den Coral-Aufnahmen wurde sie von einer Band begleitet, die von Benny Carter geführt wurde. Aufgenommen wurden damals Papa Tree Top Blues und eine der frühesten Kompositionen Carters aus der Vor-Rock-Ära, die Uptempo-Nummer Rock Me to Sleep.
Im Jahr 1951 erschienen Songs von Miss Cornshucks bei drei verschiedenen Labels: Anfang des Jahres hatte sie einen Plattenvertrag bei Coral; im Februar erschien Cause I Lost My Helping Hand und So Long. Im April brachte Aladdin Records weitere Stücke von der 1949er Session auf den Markt – Time after Time und Waiting in Vain. Um diese Zeit nahm Cornshucks mit dem Red Saunders Orchestra auch einen Song, Four A. M., für Columbia auf, der auf Okeh Records erschien.
1951 trat Miss Cornshucks, begleitet von Maurice Kings Band in der Detroiter Flame Show Bar auf; Okeh/Columbia Records nahmen ihre Live-Darbietung auf. Damals besuchte auch ein junger weißer Mann, Johnnie Ray, ihre Konzerte; der Kritiker Ralph J. Gleason meinte später, Rays berühmter, den Rock vorwegnehmender, emotionaler Stil sei stark von Miss Cornshucks beeinflusst worden. Währenddessen musste die Sängerin selbst eine Reihe von Schicksalsschlägen hinnehmen.
Die Miltone-Eigentümer Warr Perkins und William Reed verkauften die Rechte von Cornshucks’ Aufnahmen an Aladdin, Gotham und Deluxe Records; hingegen erhielt die Sängerin von den Labels keine Tantiemen. Nachdem sie von einem betrügerischen Manager hereingelegt worden war, der ihr eine Südamerika-Tournee versprochen hatte, kamen Gerüchte von einem Nervenzusammenbruch auf. Ertegün erklärte später, warum Atlantic die Sängerin nicht unter Vertrag genommen hatte: „Nun, da hörten wir, sie hätte psychische Probleme“.
Um 1951/52 hatte Mildred Cummings Jorman mit ihrer Little-Miss-Cornshucks-Show den Zenit ihrer Karriere erreicht. In Chicago hatte Delores Baker, eine junge Nichte der Blues-Sängerin Memphis Minnie, unter dem Namen „Miss Sharecropper“ aufzutreten begonnen, und zwar in den Clubs, in denen auch Cornshucks gesungen hatte, in einem ihr zum Verwechseln ähnlichen Outfit. Die Verwirrung war unvermeidlich, zumal „Miss Sharecropper“ 1950 ebenfalls So Long für National Records eingespielt hatte.
Statt Cornshucks brachte Atlantic 1953 ihre Rivalin Baker unter dem Namen „Little Miss Sharecropper“ heraus, die bald unter dem Namen LaVern Baker bekannt wurde. In dieser Zeit ging auch das Interesse an Künstlern verloren, die nicht dem Modell des neuen „Rock ’n’ Rollers“ entsprachen, zumal viele Nachtclubs alten Stils schlossen. Lil’ Miss Cornshucks, die inzwischen 39 Jahre alt war, wollte sich diesem neuen Stil nicht anpassen.
Budland Konzert

mit Little Miss Cornshucks

und Eddie Boyd

Konzertankündigung (1956)

Link zum Bild

(Bitte Urheberrechte beachten)
Mildred Jorman verließ Chicago und zog in die Nähe von Kenosha (Wisconsin), beendete das Tourneeleben, nahm nicht mehr auf, kehrte aber gelegentlich nach Chicago für Auftritte zurück. Sie gastierte nun in kleineren Spielstätten wie in Little Joe’s High Hat Lounge, der Flame Show Lounge und erneut im DeLisa, außerdem in Revuen und 1956 im Budland Club mit der King Kolax Band als Begleitgruppe. Im Budland gastierte sie auch in einem „Battle of the Blues“-Programm mit den Bluesmusikern Floyd Dixon und Clarence Gatemouth Brown. Im Oktober/November 1956 wurde sie bei Auftritten vom Sun-Ra-Orchester begleitet.
In der Phase der späten 1950er Jahre sorgte sie zuweilen an Tagen, an denen sie keine Engagements hatte, dadurch für Aufsehen, dass sie singend auf die Bühne marschierte und die gerade auftretenden Künstler unterbrach. Der Jazzhistoriker und Musiker Charles Walton erinnert sich:
„Wir waren da in einem Lokal und spielten, und da kam plötzlich sie und tat einige spleenige Sachen. Zuerst warf sie ihre Perücke auf mich, dann zog sie ihr Kleid über den Kopf … lauter verrückte Sachen.“
Ruth Brown berichtet von einem ähnlichen Zwischenfall Mitte der 1950er Jahre:
„Ich trat gerade in Chicago im Crown Propeller auf. Wir waren damals befreundet, aber sie kam rein und setzte sich an die Bar, und in diesem Augenblick machte sie mir wirklich Angst, weil ich ihr Lied So Long gesungen hatte – und sie wirbelte mit ihrer Perücke herum und warf sie auf mich.“

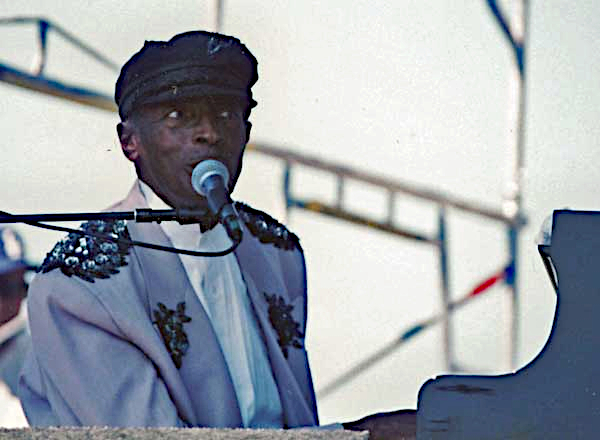
Charles Brown auf dem Long Beach Blues Festival 1996

Im Jahr 1958 nahm Cornshucks in Los Angeles einen weiteren Anlauf für ein Comeback, da ihr alter Kollege und Freund Marl Young dort als Arrangeur im Desilu Studio arbeitete und musikalischer Direktor in Lucille Balls Fernsehshow werden sollte. Man brachte Miss Cornshucks schließlich in einer kleinen Sprechrolle unter; Young sollte sie auf die Rolle vorbereiten, was jedoch völlig misslang, da sie Probleme hatte, den Text zu behalten. Kurz danach bekam sie über den Bluesmusiker Charles Brown eine Auftrittsgelegenheit im Raum Cincinnati.

### Comeback-Versuch Anfang der 1960er Jahre
Erst Anfang der 1960er Jahre verbesserten sich die beruflichen Bedingungen für Little Miss Cornshucks. Für eine Woche trat sie in der Roberts Show Lounge in Chicago auf, einmal mit dem jungen Komiker Dick Gregory als MC; dort sah sie der Musikproduzent Ralph Bass, der sie noch von ihren Auftritten an der Central Avenue in Los Angeles her kannte. Er wollte für Chess Records mit ihr – nach dem Vorbild des Ray-Charles-Erfolgs Georgia on My Mind – Songs mit Streicherbegleitung aufnehmen.
Bei den Sessions in Chicago im Oktober und November 1960 wurden ihre bekannten Songs aus den frühen 1950er Jahren mit Streichern neu aufgenommen; hinzu kamen einige R&B-Nummern im Rock-Stil der 1950er Jahre. In den Liner Notes äußerte Miss Cornshucks:
„Ich war an diesem Tag nervös und eingeschüchtert; ich kam ins Aufnahmestudio … ich bin keine Rock-’n’-Roll-Sängerin. Ob die Leute mich mochten? Es dauerte eine Weile, bis sich alles entspannte. Schließlich konnte ich loslegen und das singen, was ich fühlte und das Beste geben, was ich konnte… was hätte ich sonst tun sollen?“
Little Miss Cornshucks

Cover des Chess-Albums

1961

Link zum Bild

(Bitte Urheberrechte beachten)
Die Firma Chess schickte sie auf Promotion-Termine, womit sie jedoch überfordert war. Das Label veröffentlichte zwei der neuen R&B-Songs, No Teasing Around und It Do Me So Good, gemeinsam auf einer Single. Doch obwohl diese auch im Radio lief, hatte sie keinen Erfolg in den Charts.
Anfang 1961 erschien ihre erste Langspielplatte The Loneliest Gal in Town mit den neuen Versionen ihrer alten Songs So Long, Try a Little Tenderness, Why Was I Born? und You Turned Your Back on Me. Der Titelsong der LP, The Lonesomest Girl in Town, war ein langsamer Tin-Pan-Alley-Song; zu den neuen R&B-Nummern zählte eine Version des Johnny-Ace-Songs Never Let Me Go sowie No Teasing Around. Mit ihrem Soul-Balladenstil nahm Miss Cornshucks besonders in Tenderness mit seinem dramatischen Ende „try a little… try a little“ schon die bald folgenden Stax-Volt-Einspielungen voraus.

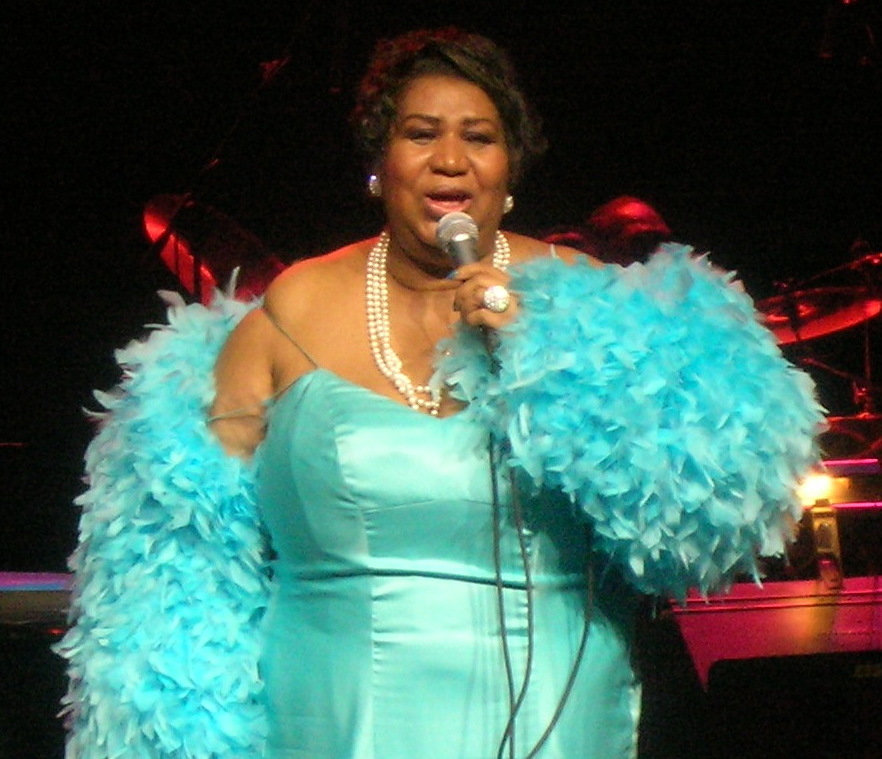
Aretha Franklin 2007

Nach dem Erscheinen von Cornshucks’ LP wurde auch Try a Little Tenderness in den Radios gespielt – jedoch nicht in ihrer Version, sondern in derjenigen von Aretha Franklin. Jene Version war im April 1962 auf der LP The Tender, The Moving, The Swinging Aretha Franklin bei Columbia erschienen; sie war entscheidend von Cornshucks’ Interpretation beeinflusst, bis hin zur Einleitung „I may be weary“ und ihren besonderen Phrasierungen. Während Franklins Version die Charts eroberte, brachte Cornshucks’ Label Chess keine Tenderness-Single heraus, und auch die LP geriet bald in Vergessenheit.

### Letzte Jahre
Die große Enttäuschung muss sie vollends überwältigt haben; Mildred Jorman beendete Ende 1961 ihre regelmäßigen Auftritte. Zuletzt gastierte sie im Juli 1963 bei einer Show im Jazz Room der McKie’s Lounge an der Seite von Ruth Brown, die ein Comeback anstrebte. Im Jahr 1975 traf sie der Boogie-Woogie-Pianist Jimmy Walker beim Einkaufen, überredete sie dazu, mit ihm aufzunehmen und setzte Proben in seinem Apartment an, die jedoch misslangen.
Der damals anwesende Bassist und Toningenieur Twist Turner erinnert sich:
„In der folgenden Woche zeigte sich Miss Cornshucks in unserem Probenraum; sie trug normale Straßenkleidung; mitgebracht hatte sie eine Flasche weißen Portwein. Wir spielten eine Reihe von Songs, doch sie und ein Freund von ihr standen nur herum und tranken den Port. (…) Ich war wirklich daran interessiert, sie singen zu hören, begeistert davon, an ihrem Comeback teilzuhaben. Jimmy gab ihr das Mikro, aber sie riss sich die Perücke herunter und schleuderte sie auf den Boden. Sie sang dann ein wenig, kahlköpfig, aber bekam es nicht richtig zustande.“
Mildred Jorman zeigte sich erst wieder im Jahr 1980 in der Öffentlichkeit, als sie – aufgrund ihrer damals allgemein bekannten schlechten körperlichen Verfassung für viele überraschend – mit einem Lied bei der Trauerfeier für den Tanzproduzenten auftrat, mit dem sie in vorangegangenen Jahren zusammengearbeitet hatte. Im März 1980 versuchte der Herausgeber des Blues-Magazins Longtime Living Blues, Jim O’Neal, mit ihr ein Interview zu führen, doch daraus wurde nichts; stattdessen vermeldete das Heft versehentlich den Tod der Sängerin.
Noch mehrere Jahre lebte Mildred Jorman in Dayton, ohne groß beachtet zu werden. Nachdem sie Anfang der 1990er Jahre einen ersten Schlaganfall erlitten hatte, zog sie in die Nähe ihrer Tochter Francey und weiterer Jorman-Familienmitglieder in Indianapolis; ihr Ex-Mann Cornelius war bereits in den 1970er Jahren verstorben. Ihr Gesundheitszustand verschlechterte sich nach weiteren Schlaganfällen. In ihren letzten Jahren hielt sie mit Familienmitgliedern Bibelstunden ab. Nach Ansicht ihrer Tochter Francey war sie verbittert darüber, vergessen worden zu sein, und gekränkt, dass andere an ihren musikalischen Leistungen verdient hätten. Sie starb am 11. November 1999 im Alter von 76 Jahren in Indianapolis.
Little Miss Cornshucks

Titelbild

des Magazins

No Depression

Heft 45 (2003)

Link zum Bild

(Bitte Urheberrechte beachten)

## Würdigung
Das US-amerikanische Alternative-Country-Magazin No Depression widmete der Sängerin in einer Ausgabe von 2003 ein Themenheft; darin war ein längerer Essay von Barry Mazor. Er würdigte sie als eine „einzigartige Live-Künstlerin in der kurzen Ära des ‚after-hours blues‘ zwischen Swing und Rock ’n’ Roll, als der Bruch zwischen Jazz und populärem R&B noch kein Schisma war.“ Mit Bedauern konstatierte er, dass sich bereits in den 1960er Jahren keiner mehr erinnern konnte, dass Miss Cornshucks mit dem Song Try A Little Tenderness das entscheidende Bindeglied zwischen den frühen Croonern und den modernen Soul-Balladensängern wie Otis Redding, Sam Cooke und Aretha Franklin darstellte, die ihre Ideen übernahmen.
Erik Hage schrieb in seiner Würdigung der Sängerin in Allmusic, Little Miss Cornshucks könnte sicher als eine der einflussreichsten Künstlerinnen der Musikgeschichte bezeichnet werden, wenn sie nicht unglücklicherweise durch die Launen der Zeit, Pech und persönliche Probleme daran gehindert worden wäre. Cornshucks’ Einfluss erstrecke sich auf frühe Soulsänger wie Aretha Franklin und Otis Redding, auf R&B-Größen wie Ruth Brown und LaVern Baker und sogar auf Popsänger der 1950er Jahre wie Johnnie Ray. Vor allem wegen des Liedes Try a Little Tenderness hielt Ahmet Ertegün sie für die beste Bluessängerin, die er je gehört habe und verglich sie mit Dinah Washington und Esther Phillips.
Ruth Brown nannte sie „die wichtigste Stimme, die ich je gehört hatte, und – ich bin stolz dies sagen zu dürfen – sie hatte einen große Einfluss auf mich. Das war etwas ganz Tiefes in ihrer Bedeutung. Es war diese Art sich zu stilisieren, die ich nachahmte.“
Little Miss Cornshucks

Cornshucks Blues (1948)

zeitgenössische 78er

der Sängerin

OldSwingMaster Label

Link zum Bild

(Bitte Urheberrechte beachten)

## Diskographische Hinweise

### Alben
- The Chronological Little Miss Cornshucks 1947–1951 (Classics, enthält die frühen Sunbeam, Miltone-, Aladdin- und Coral-Einspielungen)
- The Loneliest Gal in Town (Chess Records, 1961)

### Singles
| Aufnahmedaten                 | Stücke | Label          | Besetzung, Begleitmusiker |
| ----------------------------- | --- | -------------- | --- |
| Chicago, September 1946:      | So Long, Gonna Leave Here Walkin’ (Cummins), Have You Ever Loved Somebody                                                   | Sunbeam        | Little Miss Cornshcks with Marl Young’s Orchestra |
| Chicago, Oktober 1946:        | For Old Time’s Sake, I Don’t Love You Any More, When Mommy Sings a Lullaby                                                  | Sunbeam        | Marl Young Orchestra mit Marl Young (p, dir, arr); Melvin Moore (tp); Nick Cooper (tp); Nat Jones (as); Frank Derrick (as); Moses Gant (ts); Rail Wilson (b); Oliver Coleman (d). |
| Los Angeles, Mai 1948:        | Cornshuck’s Blues, In the Rain                                                                                              | Miltone/DeLuxe | Little Miss Cornshucks with Maxwell Davis & The Blenders |
| Los Angeles, Mai 1948:        | He’s Funny That Way | Miltone        | Little Miss Cornshucks with Calvin Jackson & The Blenders |
| Los Angeles, Mai 1948:        | True (You Don’t Love Me), Why Was I Born, Teardrops                                                                         | Miltone        | Little Miss Cornshucks with Maxwell Davis & The Blenders |
| Los Angeles, 12. August 1949: | Waiting in Vain, (Now That I’m Free) You Turned Your Back on Me, Keep You Hand on Your Heart, Time After Time               | Aladdin        | Little Miss Cornshucks and Her All-Stars (Maxwell Davis (ts)) |
| Los Angeles, 1951:            | Papa Tree Top Blues, So Long, Rock Me to Sleep, Try A Little Tenderness, Don’t Marry Too Soon, Cause I Lost My Helping Hand | Coral          | Lil Miss Cornshucks with Orchestra: Benny Carter, Bumps Meyer, Que Martyn, Charles Waller (sax), Eddie Beal (p) Billy Hadnott (b)                                                 |
| Chicago, 1961                 | No Teasing Around, It Do Me So Good                                                                                         | Chess          | Studioband (p, git, b, dr), Streicher |